# Misericordia di Dio
La misericordia di Dio è nella teologia biblica un attributo di Dio, che consiste nel perdonare i peccati. 

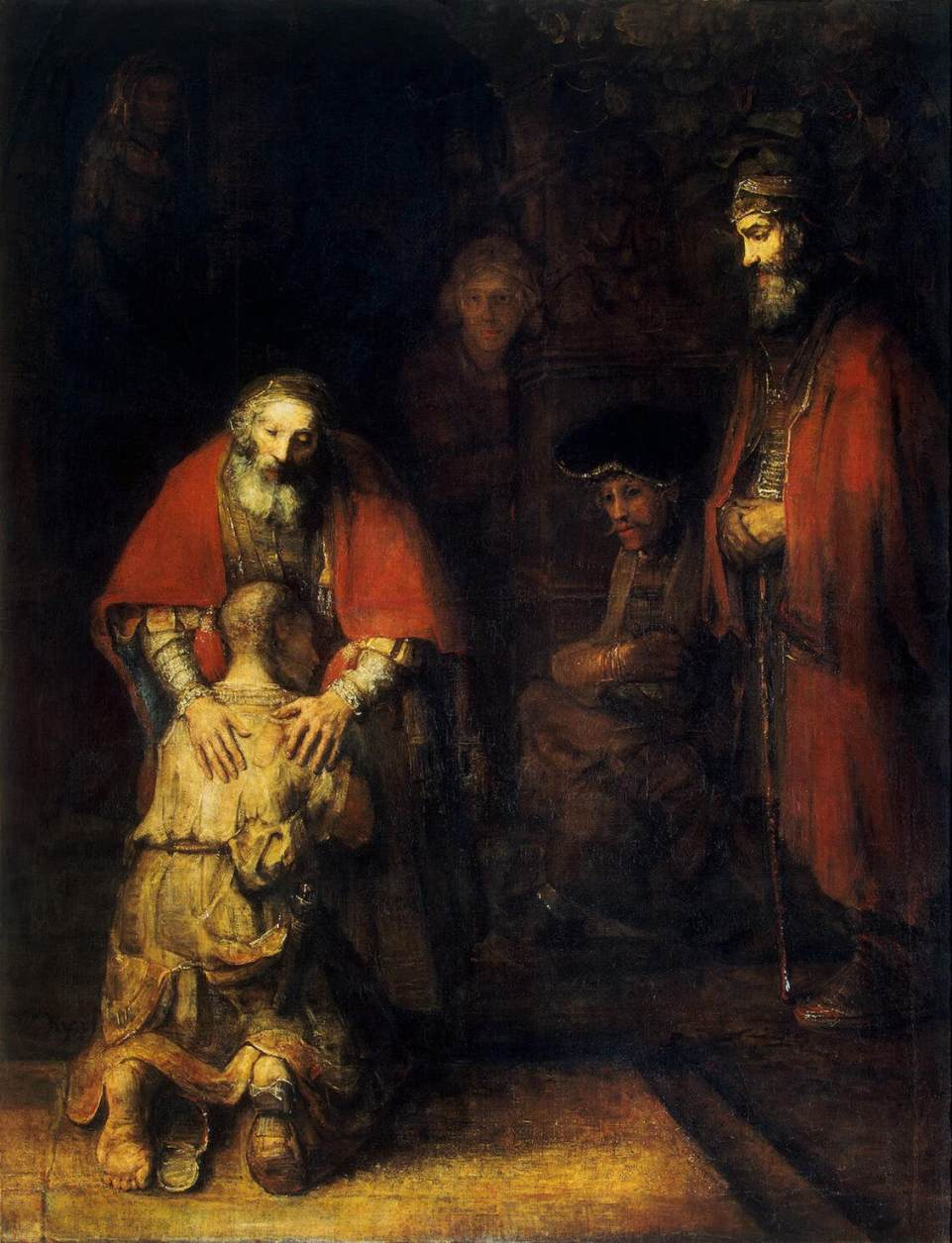
Misericordia del padre che accoglie il figliol prodigo (dipinto di Rembrandt)

## Devozione cattolica

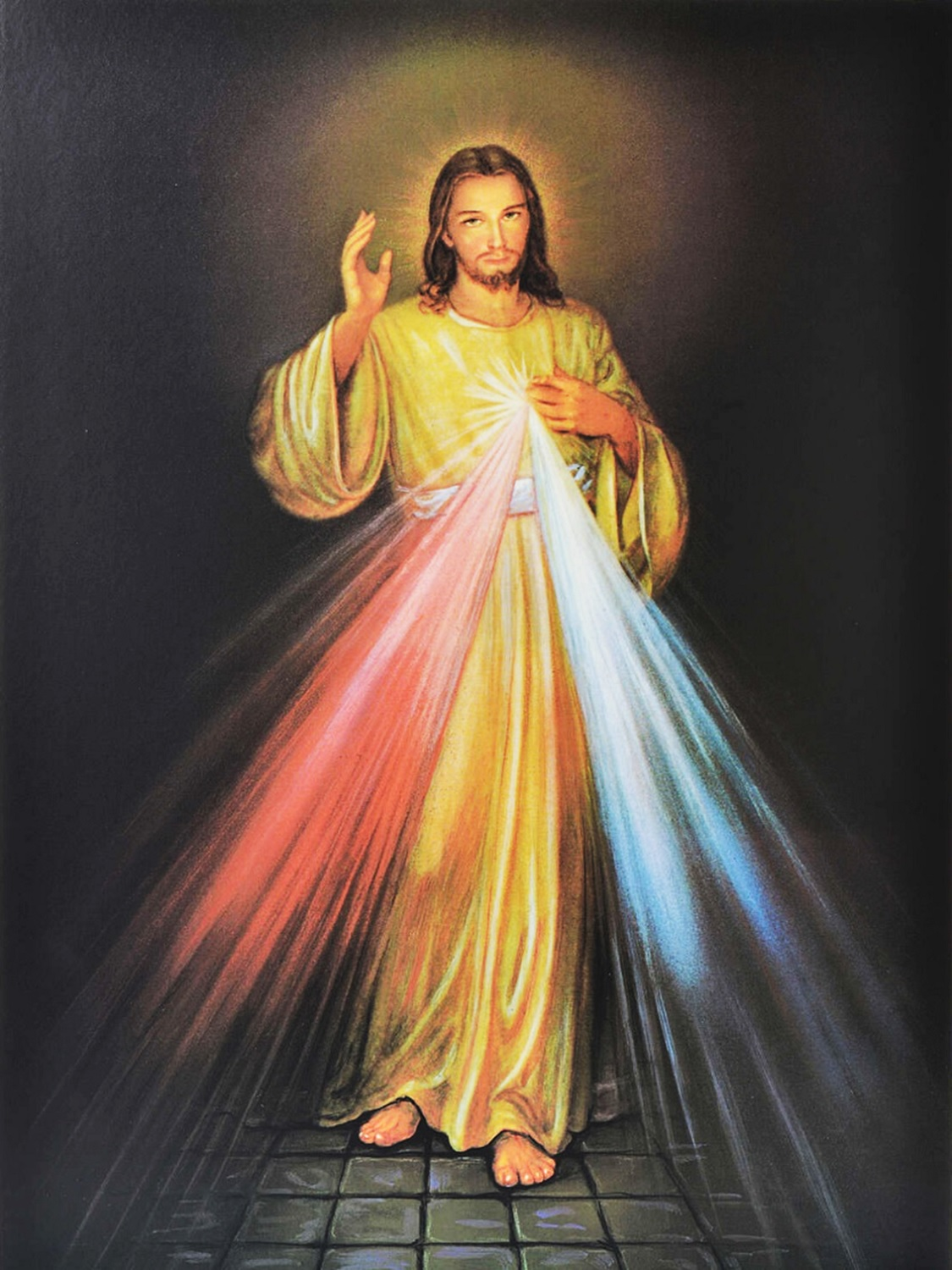
Un'immagine di Gesù misericordioso

Nel cattolicesimo la Divina Misericordia è una devozione propagata per iniziativa di santa Faustina Kowalska in tutto il mondo, con lo scopo di avere fiducia nella misericordia di Dio e di adottare un atteggiamento misericordioso verso il prossimo.
La devozione si esprime nelle seguenti forme:
1. La Festa della Misericordia, nella prima domenica dopo Pasqua; In quel giorno [...] l'anima che si accosta alla confessione e alla Santa Comunione, riceve il perdono totale delle colpe e delle pene (Diario, 699).
2. L'Immagine di Gesù Misericordioso, con la scritta Gesù, confido in Te.
3. La Coroncina alla Divina Misericordia.
4. L'Ora della Misericordia (ore 15:00).
5. La diffusione del culto alla Divina Misericordia.